# Ioubileïny
Ioubileïny (en russe : Юбилейный) est une ville de l'oblast de Moscou, en Russie. Sa population s'élevait à 32 940 habitants en 2014.

## Géographie
Ioubileïny est arrosée par la rivière Kliazma et se trouve à 6 km au nord-est du MKAD, l'autoroute périphérique de Moscou.

## Histoire
Jusqu'en 1989, la localité était une ville fermée, connue sous le nom de Bolchevo-1. Ioubileïny a le statut de ville depuis 1992. Au cours de l'année 2004, il y eut un référendum sur une éventuelle fusion avec la ville voisine de Korolev, mais la majorité opta pour le maintien de l'autonomie de la ville.

## Population
Recensements (*) ou estimations de la population
| 1996   | 2002*  | 2006   | 2007   | 2008   |
| ------ | ------ | ------ | ------ | ------ |
| 26 500 | 30 837 | 31 647 | 32 052 | 32 324 |

| 2009   | 2010*  | 2012   | 2013   | 2014   |
| ------ | ------ | ------ | ------ | ------ |
| 32 492 | 33 237 | 33 381 | 33 078 | 32 940 |

## Galerie

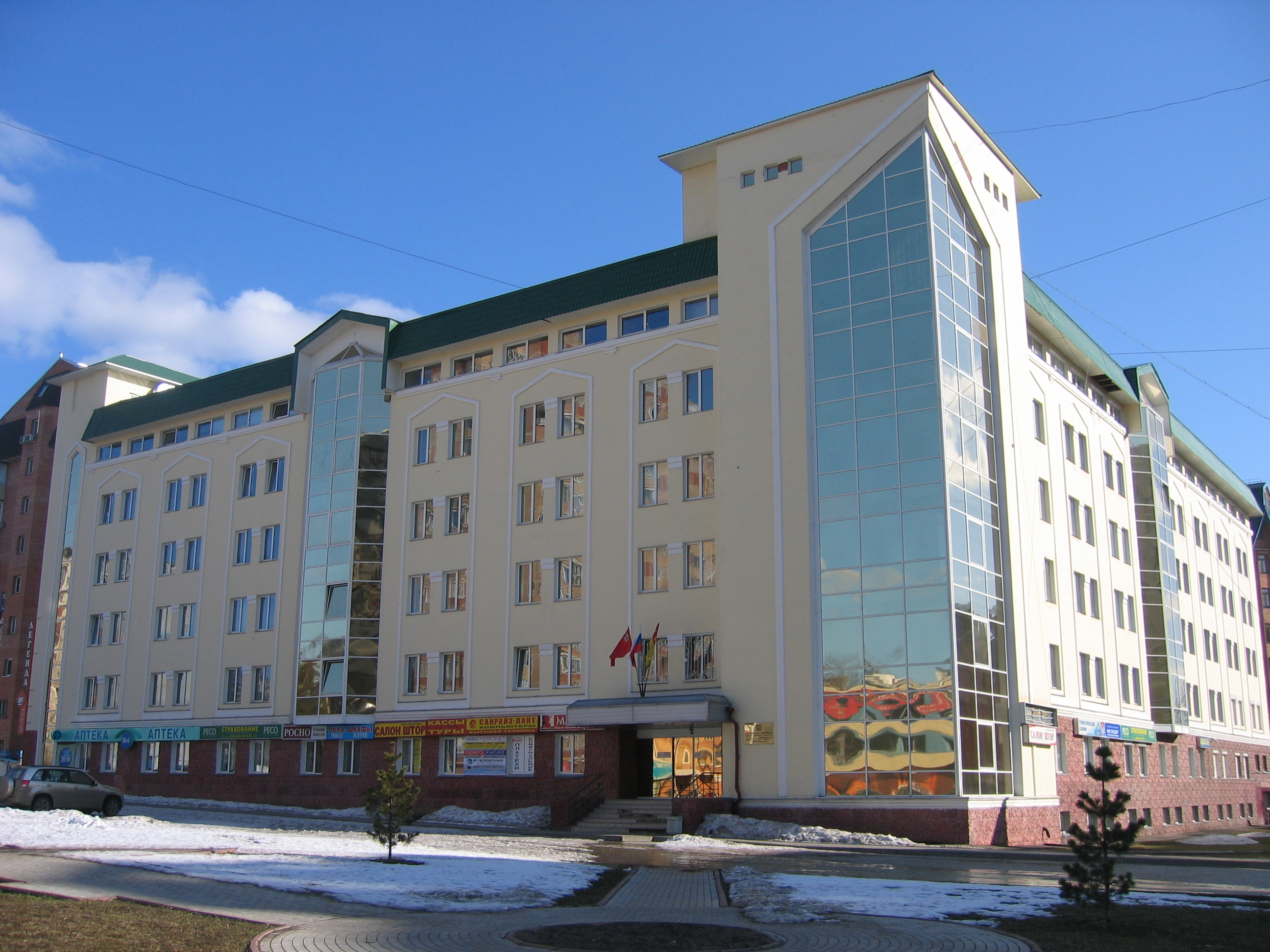
Siège de l'administration municipale.
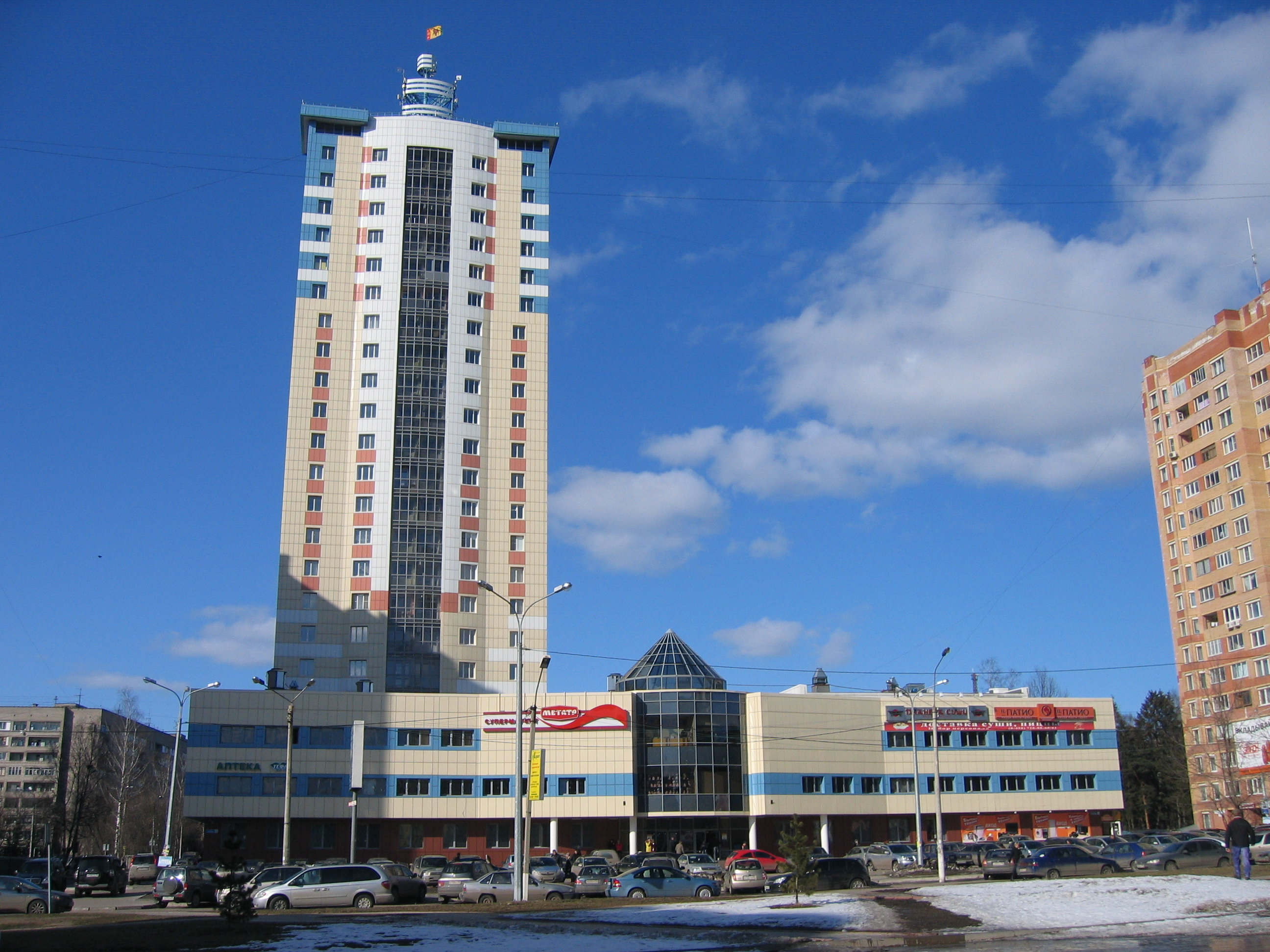
Centre commercial
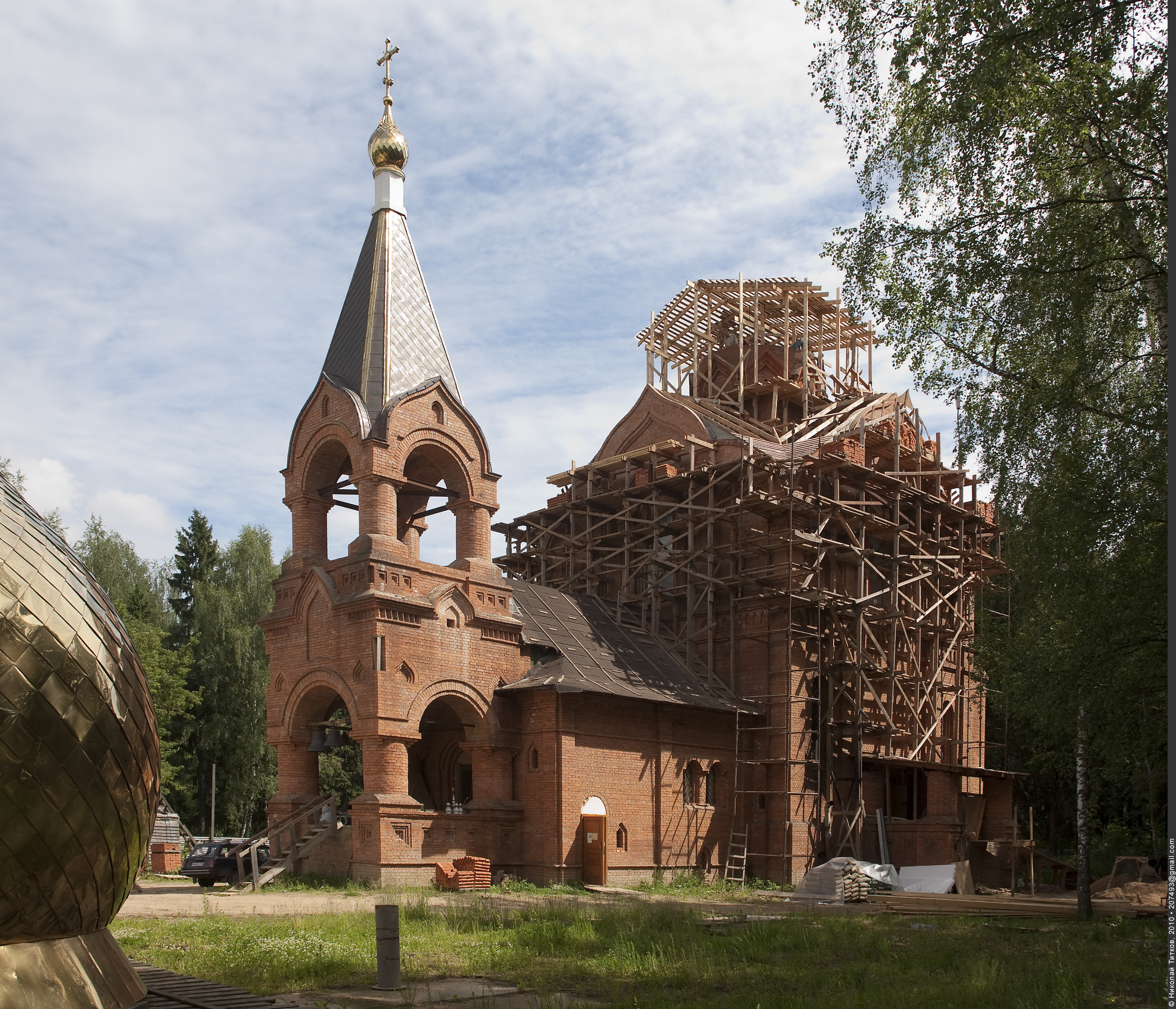
Église des Nouveaux Martyrs et Confesseurs de Russie.